# Personaggi di Una mamma per amica
Questa voce contiene un elenco dei personaggi presenti nella serie televisiva Una mamma per amica, andata in onda dal 2000 al 2007.

Rory Gilmore e Lane Kim nella prima puntata

## Personaggi principali

### Lorelai Gilmore

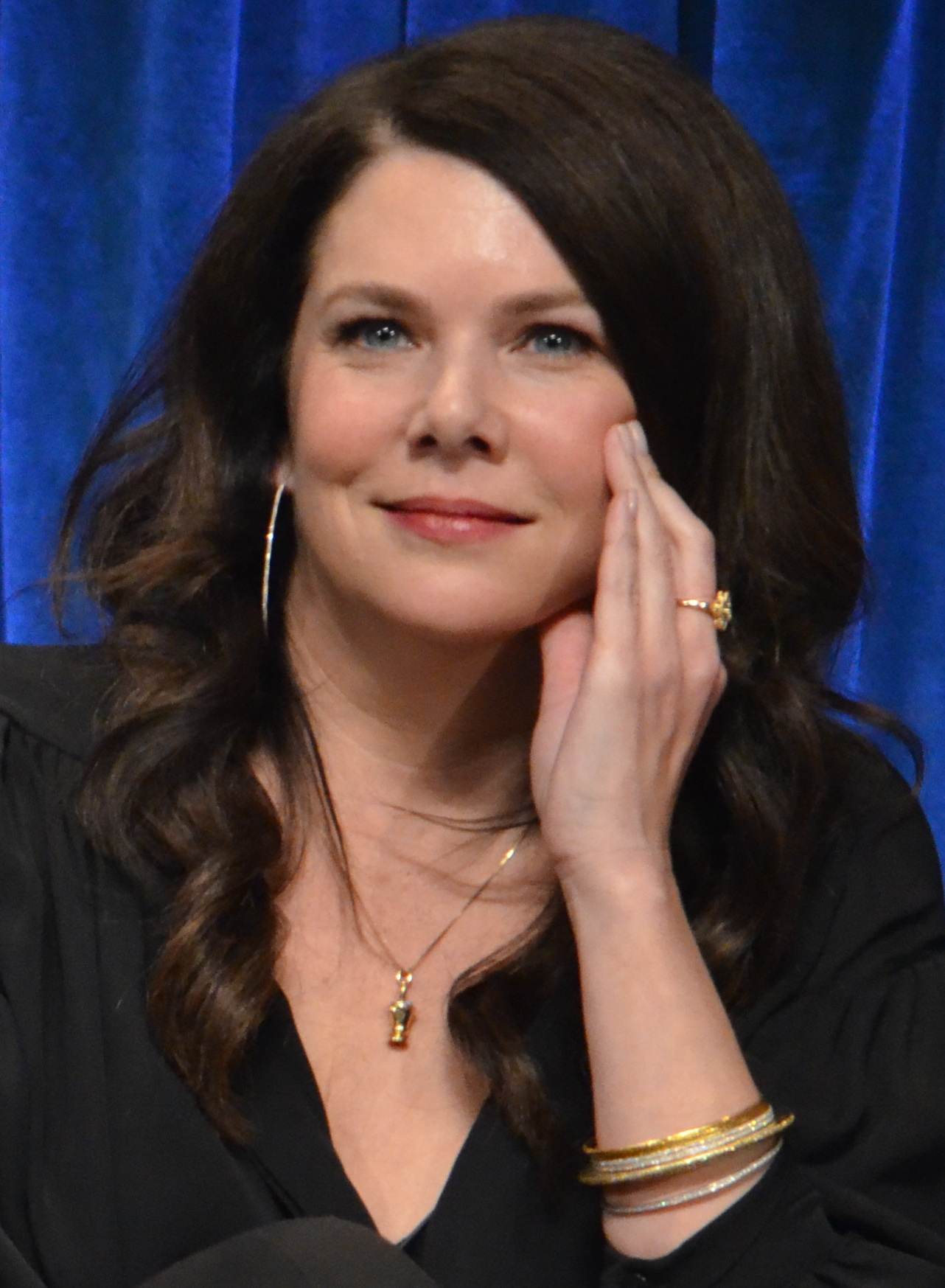
Lauren Graham, interprete di Lorelai Gilmore

Lorelai Gilmore (stagioni 1-8), interpretata da Lauren Graham, doppiata da Giuppy Izzo. A sedici anni ha avuto Rory. Complice la poca differenza d'età, le due coltivano un rapporto fondato più sull'amicizia che sulle classiche dinamiche madre-figlia. Nelle prime tre stagioni, Lorelai dirige l'Independence Inn e in seguito diventa proprietaria del Dragonfly Inn a Stars Hollow. Il rapporto con i genitori è sempre stato conflittuale poiché Lorelai non ha mai sopportato le rigide convenzioni dell'ambiente in cui è cresciuta; la sua gravidanza precoce e la conseguente fuga da casa portano a una rottura quasi definitiva. Dopo varie storie d'amore, tra cui un fidanzamento sfumato poco prima delle nozze con Max Medina, professore della figlia, con Jason, socio del padre, lasciato a causa di contrasti tra lui e la propria famiglia, e con Luke, gestore della tavola calda di Stars Hollow, si sposa a Parigi con Christopher Hayden, il padre di Rory, ma alla fine si rimetterà con Luke. Nell’ottava stagione, ambientata nove anni dopo, Lorelai dirige ancora il Drangonfly Inn, convive con Luke e cerca di mantenere saldo il rapporto con la madre, rimasta vedova da poco. La serie si conclude con Lorelai che decide di espandere la locanda e finalmente, dopo anni, riesce a sposare Luke. All'inizio della serie ha 32 anni e alla fine ne ha 48.

### Rory Gilmore
Rory Gilmore (stagioni 1-8), interpretata da Alexis Bledel, doppiata da Myriam Catania, Federica De Bortoli (voce temporanea dall'ep. 6.3 al 6.14).  Lorelai Leigh "Rory" Gilmore è l'unica figlia di Lorelai Gilmore, e la primogenita di Christopher Hayden. È nata l'8 ottobre 1984 ad Hartford (Connecticut) alle 4:03 della mattina. Ogni anno alla stessa ora (quando è possibile), Lorelai racconta a Rory la storia delle ore prima della sua nascita. Lorelai ebbe Rory all'età di 16 anni, cosa che favorì il nascere di un rapporto di amicizia tra le due piuttosto che uno tra madre e figlia. Rory condivide le passioni della madre per il cibo ipercalorico, il caffè, i film e molto altro. Quando Lorelai lavorava come cameriera all'Independence Inn a Stars Hollow, Rory passava il tempo nella locanda. Le due vivevano nella baracca dietro la locanda dove poi vive per breve tempo il cugino di Jackson, Rune. Alla fine Lorelai viene promossa a direttrice dell'Independence Inn ed è così in grado di comprare una casa dove Rory passerà gli anni della sua adolescenza. Nelle prime tre stagioni, Rory frequenta gli ultimi tre anni di scuola superiore alla prestigiosa Chilton Academy (un istituto scolastico fittizio). Per pagare la retta della scuola, Lorelai è costretta a chiedere un prestito ai suoi ricchi genitori, Richard e Emily Gilmore, con i quali ha da sempre un pessimo rapporto. I due nonni accettano di pagare per l'educazione di Rory ma a una condizione: Lorelai e Rory dovranno cenare tutti i venerdì sera con loro. Queste cene, ormai diventate tradizione, continueranno anche durante gli anni di università di Rory poiché i nonni aiuteranno la ragazza a pagare la retta per Yale. Prima di lasciare la Stars Hollow High School, Rory fa la conoscenza di un nuovo ragazzo della scuola, Dean Forester. Rory quasi si autoconvince di non voler andare alla Chilton perché non vuole lasciare Dean ma dopo aver scoperto l'enorme sacrificio fatto dalla madre (andare dai suoi genitori a chiedere dei soldi), la ragazza decide di lasciare la sua vecchia scuola. Rory e Dean hanno una relazione che si rompe quando Dean dice a Rory di amarla durante il loro anniversario dei tre mesi, e Rory risponde che lei ci deve ancora pensare. Questa risposta ferisce i sentimenti di Dean ma presto i due si chiariscono e tornano insieme. Rory e Dean stanno insieme per due stagioni prima che Dean decida di rompere perché capisce che Rory è interessata a Jess Mariano (nipote di Luke, il proprietario del fast food dove Rory e Lorelai mangiano ogni giorno). Rory e Jess si mettono insieme, ma il ragazzo ha seri problemi di comportamento (dovuti a una disastrosa situazione familiare) che rendono la relazione molto difficile. Jess inoltre salta la scuola per lavorare alla Walmart: ciò comporta che il ragazzo viene escluso dal diploma e non può portare Rory al Prom, il ballo di fine anno. Quando il padre di Jess si presenta a Stars Hollow, Jess decide di lasciare la città e trasferirsi in California da lui. Il ragazzo non dice a Rory dei suoi progetti e parte senza avvisarla; in seguito le telefona, ma non riesce a dirle niente. Rory capisce che al telefono c'è Jess, così gli dice che potrebbe averlo amato ma ormai non è più così sicura di quel sentimento.  Dean si sposa con Lindsay (una compagna di scuola), subito dopo la fine della scuola superiore, ma diventa subito chiaro che il gesto è stato dettato dalla voglia di dimenticare Rory. Poco tempo dopo essersi sposato, Dean vede segretamente Rory; durante questi incontri Rory perderà la verginità e ciò comporterà che Dean mentirà a Rory circa un suo divorzio con Lindsay. Dean e Rory si rimettono insieme ma si lasciano, per ovvi motivi, tanto più che lei viene rimproverata dalla madre quando scopre che è una seconda donna. Rory vuole farle capire che è sempre la stessa ma Lorelai è perentoria e lei dovrà lasciarsi. 
A Yale Rory condivide il dormitorio con Tanna, Janet e una ex-alunna della Chilton, Paris Geller. Rory comincia a uscire con l'erede dell'Huntzberger Publishing Company, Logan Huntzberger. Sebbene la loro relazione cominci casualmente e rimanga aperta per un po' di tempo poiché Logan non vuole relazioni serie, Rory ben presto si rende conto di non essere una ragazza che vuole relazioni brevi o solo avventure. Sentendo questo, Logan cambia la sua visione e fa di Rory la sua fidanzata ufficiale. Logan porta Rory a una cena familiare a casa sua durante la quale la famiglia di Logan dice che Rory non è il tipo di ragazza che Logan dovrebbe avere al suo fianco mentre si occupa degli affari di famiglia. Inoltre dicono che Rory non sarebbe capace di accettare tutte le responsabilità dell'essere nella loro famiglia. Il padre di Logan, Mitchum Huntzberger, per scusarsi con Rory per quanto avvenuto, offre alla ragazza un posto in uno dei suoi giornali. In seguito però, Mitchum dice a Rory che lei non è adatta a diventare una giornalista; ferita e confusa, Rory convince Logan a rubare uno yacht, e finisce in prigione. Dopo il suo rilascio, Rory, ancora profondamente turbata dalle parole di Mitchum, decide di abbandonare Yale perché non è più sicura di quello che vuole fare nella vita. Quando informa Lorelai della sua decisione, la madre ne rimane sconvolta: per la prima volta vi è una vera discussione madre/figlia che comporta la rottura del loro rapporto da amiche. Lorelai chiede aiuto ai genitori, i quali le assicurano il loro appoggio e promettono di fare fronte unito durante la cena del venerdì, in modo da convincere Rory a ripensarci. Ma Rory, prima della cena, si presenta piangendo dai nonni e chiede il loro supporto: i due le propongono così di trasferirsi da loro, e di trovarsi un impiego durante la sua pausa da Yale. Lorelai non accetta la situazione e tronca i rapporti sia con Rory che con i genitori. Jess si ripresenta da Rory mentre Logan è fuori città: vuole informarla di aver pubblicato un libro e ringraziarla per essere stata la sua ispirazione. I due ragazzi decidono di passare insieme la serata, ma Logan torna proprio mentre i due stanno per uscire: diventa geloso e propone un'uscita tutti e tre insieme. Dopo che Logan deride Jess per il libro che ha pubblicato, Jess affronta Rory chiedendole spiegazioni sulla strana piega che ha preso la sua vita: esce con un ragazzo ricco, viziato e arrogante, vive con i suoi nonni e ha abbandonato gli studi. Poi se ne va. Rory litiga con Logan per l'assurdo comportamento di lui, e si rende conto di non essere soddisfatta della sua nuova condizione. Lascia la casa dei nonni, si trasferisce temporaneamente da Lane e, dopo aver pianificato il suo ritorno all'università e aver ottenuto un lavoro alla Stamford Gazzette, riallaccia i rapporti con la madre. Logan capisce di non poter stare senza Rory e cerca di riconquistarla: riesce nel suo intento e tutto sembra andare gonfie vele, fino a quando Logan e Rory partecipano al matrimonio della sorella di lui, durante il quale le damigelle d'onore (le ragazze che hanno partecipato all'addio al nubilato) rivelano di aver passato una notte con Logan. Rory chiede spiegazioni al ragazzo, e lui afferma di averlo fatto perché convinto che la loro relazione fosse finita (mentre per lei si trattava solo di una pausa di riflessione): Rory decide di rimanere con Logan, ma in realtà non lo perdona totalmente e lo tratta con freddezza, fino a quando lui ha un incidente e viene portato in ospedale. Mentre i nonni di Rory stanno presentando una festa di laurea a Yale, Logan le propone di sposarlo e di trasferirsi con lui a San Francisco. Dopo la cerimonia di laurea a Yale, Rory, ritenendosi troppo giovane per il matrimonio e temendo di non riuscire, una volta sposata, a realizzare le proprie ambizioni lavorative, rifiuta la proposta. Alla fine della serie Rory, non avendo ottenuto il tirocinio al New York Times, accetta un lavoro per un giornale online che segue la campagna presidenziale di Barack Obama. Nell’ottava stagione, ormai cresciuta, Rory decide di scrivere un libro e re incontra Jess che decide di aiutarla, ebbe poi una breve relazione con Logan venendo a sapere però che sta per sposarsi e scopre di essere rimasta incinta. All’inizio della serie ha 16 anni mentre alla fine ne ha 31. 

### Luke Danes
Luke Danes (stagioni 1-8), interpretato da Scott Patterson, doppiato da Stefano Benassi. Luke è il proprietario del locale "Luke's" dove Lorelai prende il caffè ogni giorno. È innamorato segretamente di Lorelai fin dal giorno in cui la conosce. In quell'occasione Lorelai gli lasciò un frammento di rivista con un oroscopo, che viene riletto durante il primo appuntamento dei due nell'episodio "#Scritto nelle stelle" Rachel, fotografa che gira il mondo per lavoro, è la fidanzata storica di Luke. Nella prima stagione torna a Stars Hollow per vivere con Luke ma alla fine riparte di nuovo.  Nella quinta stagione Lorelai e Luke si mettono finalmente insieme e decidono di sposarsi. Nel momento cruciale però, Luke scopre di avere una figlia di dodici anni, April Nardini. Il suo nuovo impegno come padre lo porta a trascurare Lorelai e, dopo che Lorelai gli ha dato un ultimatum i due si lasciano.  Nella puntata conclusiva della serie, dopo varie vicende che li hanno visti separati (tra cui il matrimonio, poi finito, di Lorelai con Christopher), Luke e Lorelai si scambiano un bacio appassionato, e si intuisce la volontà dei due di ricostruire il loro rapporto: in Una mamma per amica - Di nuovo insieme, infatti, si può vedere che i due sono tornati insieme e decidono definitivamente di sposarsi dopo essere stati fidanzati per nove anni.  Il locale di Luke, chiamato Luke's, è il classico diner americano dove si servono pasti caldi, dalle colazioni con uova e bacon ai pranzi a base di hamburger e patatine, il tutto accompagnato da abbondanti dosi di caffè. In principio lo stabile era un negozio di ferramenta di proprietà del signor Danes, padre di Luke, ma dopo la sua scomparsa il figlio ha deciso di trasformarlo in tavola calda. Luke tuttavia ha sempre onorato la memoria del genitore e per questo ha mantenuto numerosi elementi che caratterizzavano la vecchia gestione, in particolare i colori delle pareti (accetterà di ridipingere solo dietro pressione di Lorelai) e uno scarabocchio su un lato del bancone con appunti su quali tipi di chiodi acquistare.  Nel suo lavoro quotidiano Luke è aiutato dal cuoco Cesar (che secondo l'opinione delle ragazze Gilmore non è molto abile) e in seguito dalla giovane Lane Kim, aspirante batterista di origini coreane e migliore amica di Rory, che si rivela un'efficientissima cameriera.

### Sookie St. James
Sookie St. James (stagioni 1-7, guest 8), interpretata da Melissa McCarthy, doppiata da Eliana Lupo. Sookie è la capo cuoca e co-proprietaria del Dragonfly Inn a Stars Hollow, insieme all'amica Lorelai Gilmore. È sposata con Jackson Belleville dal quale ha avuto due figli, Davie e Martha; alla fine della serie, Sookie appare incinta del terzo figlio.  Il personaggio compie la prima apparizione quando incontra la protagonista sul lavoro, all'Independence Inn, in cui Lorelai svolge la funzione di direttore; le due donne, durante tutta la serie, si rivelano essere migliori amiche. Sookie è un genio in cucina, con tendenze perfezioniste, il che contribuisce a creare scene ironiche e comiche nella cucina della locanda. Alex Borstein, la vera moglie dell'attore Jackson Douglas, che interpreta Jackson Belleville, fu originariamente scelta per il ruolo di Sookie St. James, ma dovette ritirarsi a causa di altri impegni lavorativi.

### Emily Gilmore
Emily Gilmore (stagioni 1-8), interpretata da Kelly Bishop, doppiata da Graziella Polesinanti.  Emily Gilmore è protestante e membro conservatore della società della Nuova Inghilterra Figlie della Rivoluzione Americana e della Junior League. È stata educata in modo severo e si è laureata in Storia Moderna. Dopo essersi sposata si è dedicata a seguire il marito Richard nella prosecuzione della sua carriera. Di conseguenza trascorre molto del suo tempo ad organizzare eventi benefici, ed è molto attenta alle proprietà e all'apparenza. È molto difficile da accontentare e non è in grado di mantenere una cameriera per un lungo periodo. Molti la giudicano come una persona snob; in realtà esiste anche una Emily premurosa e affettuosa, ma molti spesso questi caratteri sono oscurati dal modo di fare snob. La sua educazione e l'attenzione alle apparenze le ha inoltre da sempre impedito di mostrarsi materna con Lorelai.  Emily è fortemente legata alla buona società di Hartford. Oltre ad essere membro delle Figlie della Rivoluzione Americana, è anche membro della Symphony Fundraising Committee, Presidente della Horticultural Society, e Co-Presidente della Starlight Foundation. È membro della Hartford Zoological Silent Auction, della Mark Twain House Restoration Fund Luncheon, e della Harriet Beecher Stowe Literacy Auction.  Richard Gilmore, dopo che Emily attirò la sua attenzione a un party, la portò per il primo appuntamento al Centro di Yale per l'Arte Britannica. Richard ruppe poi il suo fidanzamento con Pennilyn Lott (che Emily considerava inadatta per Richard) per sposare Emily.  Nella quarta stagione, viene poi rivelato che Richard annualmente pranzi con Pennilyn Lott a partire dal matrimonio con Emily, il che indispone molto la moglie. La madre di Richard, Lorelai "Trix" Gilmore disapprovava il matrimonio con Emily già agli inizi della loro frequentazione e cercò pertanto di convincerlo a non compiere il passo fino al giorno prima del matrimonio. Trix Gilmore tratta sempre Emily con freddezza e con modi bruschi. Dopo la morte della suocera nella quarta stagione, Emily scopre una lettera in cui Trix scrive a Richard nel giorno del suo matrimonio, chiedendogli di non sposare Emily; questo danneggia fortemente il legame con Richard, portandoli quasi sull'orlo del divorzio.  Emily e Richard hanno una figlia, Lorelai, che hanno cercato di educare secondo le regole della "buona società" di cui fanno parte; Lorelai tuttavia, essendo una ragazza ribelle, rimane incinta all'età di 16 anni, poco prima del suo debutto in società, dando vita all'unica nipote di Emily, Rory. Un anno dopo, Lorelai scappa dalla casa familiare di Hartford (Connecticut), il che rattrista molto Emily (secondo Richard, la moglie non riuscì ad alzarsi dal letto per un mese dopo che fu scoperto che Lorelai era scappata). Emily da allora ha contatti molto limitati con la figlia, che viene a trovarli solo per le feste comandate, fino a quando, nel primo episodio della serie, non chiede loro di pagare per la scuola di Rory, ed Emily la costringe a partecipare settimanalmente a quelle che diventeranno le famose "cene del venerdì". Tuttavia, anche se i rapporti sono migliorati, le due hanno ancora una relazione tempestosa fatta di continui alti e bassi durante tutte le sette stagioni; in realtà Emily ama molto Lorelai e vuole solo il meglio per lei e la figlia Rory. Costante fonte di disaccordi tra loro è Christopher Hayden, padre di Rory: Emily spinge sempre Lorelai verso una relazione con lui in età adulta, in modo tale che la famiglia possa finalmente stare insieme; Lorelai e Christopher in realtà non riescono a instaurare una relazione duratura.  Emily da sempre pone le sue aspettative su Rory, pertanto lei e il marito fanno in modo che la nipote possa frequentare l'esclusiva Scuola Superiore "Chilton" e l'Università di Yale, mettendo a disposizione il denaro sufficiente. Le regalano anche una Toyota Prius come regalo per il diploma superiore nella terza stagione. Emily cerca spesso di portare Rory nello sfarzoso mondo in cui è nata, il che dà molto fastidio a Lorelai.  Emily talvolta interferisce nella vita di Lorelai, pensando che la figlia non sia ancora in grado di distinguere quello che è meglio da ciò che andrebbe evitato, pertanto spesso prende le redini per "correggere" la situazione: un esempio è quando cerca di far rompere la relazione di Lorelai con Luke Danes, il burbero proprietario della tavola calda di Stars Hollow, che non reputa all'altezza della figlia.  Emily e Richard si separano durante la quinta stagione, ed Emily prova addirittura a frequentare un altro uomo, Simon McLane (Larry Pine). Anche se l'appuntamento va bene, ha solo come effetto quello di fare sentire a Emily la mancanza di Richard. Presto i due si riconciliano e rinnovano le loro promesse di matrimonio.  All'inizio della sesta stagione Emily e Richard accolgono Rory a casa loro dopo che la nipote ha lasciato Yale ed ha litigato con la madre. Quando Rory se ne va anche da casa loro, litiga anche con i nonni e con Emily in particolare, in parte perché si sente controllata da lei, come sua madre molti anni prima. Emily rimane molto turbata dalla scelta della nipote e rivelerà poi di essersi sentita come quando Lorelai se n'era andata di casa anni prima. La famiglia in seguito si riconcilia, tornando ai rapporti altalenanti di prima. Nella sesta stagione accetta il legame tra Lorelai e Luke, arrivando al punto di offrire loro una casa dopo il matrimonio; ma quando Lorelai annuncia la rottura con Luke, né Emily né Richard mostrano interesse. Nel revival, Emily è vedova di Richard e affronta una grande crisi che la porta alla solita lite con la figlia, per poi risolversi nell'accettazione e nell'apertura a una vita nuova: venderà la casa, andrà a stare al mare con domestici che finalmente tratta cordialmente e, dopo aver lasciato le Figlie della Rivoluzione, inizierà a lavorare come guida al museo delle balene di Nantucket, recuperando la vecchia passione per la storia.

### Richard Gilmore
Richard Gilmore (stagioni 1-7), interpretato da Edward Herrmann, doppiato da Eugenio Marinelli.  Vice presidente di una delle più prestigiose società assicurative degli Stati Uniti, sposato con Emily Gilmore da circa 40 anni, vive con la moglie in un'imponente villa ad Hartford, Connecticut. Nel loro rapporto hanno avuto una sola vera crisi, a cavallo tra la quarta stagione e la quinta a causa dell'ex fidanzata di Richard, Pennilyn Lott.  Richard ruppe con Pennilyn Lott dopo che conobbe Emily a un party. Ma nonostante la rottura Richard e Pennilyn continueranno a vedersi periodicamente per un pranzo e questo manda in crisi il rapporto con la moglie fino alla “separazione”. Emily costringerà Richard a trasferirsi nella dépendance per alcuni mesi, finché non si accorgeranno entrambi di sentire la mancanza l'uno dell'altra. Per festeggiare la loro ritrovata unione Richard proporrà a Emily di risposarlo.  Richard ed Emily hanno una figlia, Lorelai Gilmore che hanno cercato di crescere secondo le regole della buona società, ma Lorelai è sempre stata una ragazza ribelle, così all'età di sedici anni è rimasta incinta di “Lorelai Gilmore” detta Rory (hanno lo stesso nome perché Lorelai pensò che se ai maschi era permesso portare lo stesso nome dei padri lei poteva mettere il suo alla figlia).  Richard ed Emily saranno molto delusi dall'avvenimento e cercheranno di far sposare Lorelai con Christopher Hayden padre di Rory. "Chris" (così lo chiama Lorelai) è ben disposto a sposarla ma lei rifiuta, perché i due non si amano. Dopo il parto starà solo un altro anno a casa Gilmore, poi, oppressa dai genitori, andrà a vivere in una pittoresca cittadina Stars Hollow e lì lavorerà in un hotel dapprima come cameriera poi come direttore.  Richard soffre molto delle scelte di vita della figlia ma a causa della sua ferrea e fredda educazione non riuscirà a dimostrarglielo se non in rari casi quando Lorelai frequenterà le cene del venerdì. Richard vuole molto bene alla nipote Rory che avrà il modo di apprezzare e conoscere meglio a partire da una giornata dedicata al golf nella 1x03, durante una partita organizzata da Emily. Le "cene del venerdì" nascono da un accordo tra Lorelai e i suoi genitori, che verrà a trovarli con Rory una volta a settimana in cambio del pagamento della retta della prestigiosa scuola superiore Chilton, ottima per preparare la nipote per Harvard. Nell'episodio 3x18, poco prima del diploma di Rory, Richard consegna a Lorelai la somma di 75.000 dollari come frutto di un investimento fatto a suo nome, e Lorelai li restituisce ai genitori per sdebitarsi del pagamento della Chilton; Emily non coglie il senso di lealtà della figlia e si arrabbia con lei perché pensa si tratti solo di un trucco per non venire più a cena il venerdì. Comunque, per salvare i progetti della nuova locanda della madre, nella 3x22 Rory chiede personalmente ai nonni un nuovo prestito, per pagarsi l'Università di Yale, prestito che Richard insisterà venga restituito non prima di cinque anni dopo la laurea e che comunque vincolerà nuovamente Rory alle cene del venerdì. A partire già dalla 4x01, comunque, Lorelai torna a frequentare le cene insieme alla figlia in modo tale da vederla più spesso a causa della distanza che ora le separa (Yale si trova a New Haven). Tra la 5x01 e la 5x12 le cene saranno divise in due parti: un primo aperitivo da Richard, e il pasto vero e proprio da Emily, a causa della separazione tra i due. Nella 5x13 Richard e Emily rinnovano le promesse di matrimonio con una sontuosa cerimonia (si tratta anche del 100º episodio della serie tv). Tra la 5x22 e la 6x09 ospitano a casa loro Rory, che si prende una pausa da Yale a causa di una crisi; Richard sarà il primo a rendersi conto che ha dato modo alla nipote di fuggire dalle sue paure. Dopo la rottura causata dalla fuga di Rory da casa dei nonni, causata dalla stessa oppressione che essi avevano esercitato anni prima sulla figlia sedicenne, nonostante Yale venga ormai pagata dal padre di Rory Christopher, nella 6x13 Lorelai e Rory ripristineranno le cene del venerdì per non perdere i rapporti con Richard ed Emily. Nella settima stagione Richard diventerà professore di economia a Yale per un periodo. La serie si conclude nella 7x22 con la partenza di Rory, ma Lorelai promette che tornerà alle cene del venerdì da sola, per rivedere i genitori, e Richard si congratula per la prima volta con lei per la vita che si è scelta. Richard avrà due volte problemi di salute, la prima volta nella prima stagione, avrà un'angina che lo porterà all'ospedale, Rory in questa occasione gli sarà molto vicina, mentre Lorelai anche volendo non riuscirà. La seconda volta sarà nella settima stagione dove finirà nuovamente in ospedale, e questa volta gli verrà impiantato un by-pass. È assente nell'ottava stagione a causa della morte del suo interprete. La morte dello stesso personaggio, tuttavia, sarà usata come espediente narrativo che risulta essere in qualche modo motore delle vicende del revival: le ragazze Gilmore, tra cui Emily, affronteranno una profonda crisi che supereranno solo insieme al lutto; Emily riscoprirà se stessa, dopo un matrimonio con un uomo che amava ma che l'aveva portata a rinunciare a molte cose; Lorelai prenderà la decisione di sposarsi e Rory troverà il futuro della sua carriera.

### Lane Kim
Lane Kim (stagioni 1-8), interpretata da Keiko Agena, doppiata da Domitilla D'Amico.  Il personaggio di Lane è ispirato alla migliore amica di Amy Sherman-Palladino (la creatrice) ossia Helen Pai. Il nome del gruppo rock di Lane è l'anagramma di Helen Pai: Hep Alien.  Lane è una presenza costante nella serie, fin dalla prima puntata, è la migliore amica e coetanea della protagonista Rory, nata e cresciuta a Stars Hollow. Figlia di genitori coreani, della Chiesa avventista del Settimo Giorno tradizionalisti, chiusi al progresso e in qualche modo lontani dal mondo di Lane che è una teenager. Seguono una dieta vegana e sono molto legati alla tradizione coreana. Sin da piccola, Lane ha dovuto nascondere alla famiglia la sua vera essenza di rock and roll girl. Già delle prime puntate possiamo seguire una carrellata di insoliti nascondigli (sotto le tavole del pavimento) in camera sua, che celano la sua enorme collezione di musica -ritenuta "non cristiana", dai genitori- e i suoi libri, insieme ai trucchi che la madre disapprova. Sua madre, la signora Kim, è una donna con un carattere duro e iperprotettiva, nel tentativo di proteggerla dai guai non le permette di vivere come gli altri coetanei, in casa, infatti, anche il cioccolato è tabù, ma Lane e Rory riescono sempre ad organizzare una varietà di stratagemmi per nascondere alla signora Kim la doppia vita della figlia. I dolci, i cd e le letture "proibite" viaggiano in originali libri con un doppio fondo, i vestiti di moda sono nascosti a casa Gilmore, insieme alla pizza e alla musica rock a tutto volume.  Lane frequenta la "Stars Hollow High" con Rory, finché la protagonista non si trasferisce alla "Chilton Academy". Nel corso della serie in città apre il primo negozio di strumenti musicali, lo "Stars Hollow Music"; è li che Lane scopre la sua passione per la batteria e, allenandosi ogni sera, diventa una brava batterista. La passione, col tempo, la porta a mettere annunci sul giornale per cercare di formare una rock band. Tramite questi annunci incontra Brian Fuller, Zach Van Gerbig (Todd Lowe) e Dave Rygalski (Adam Brody), cantante di una band in cerca di un batterista. Tra loro scocca fulminea la scintilla e Dave diventerà il primo fidanzato ufficiale di Lane. Lane si unisce a loro e insieme fondano gli Hep Alien. Inizialmente Lane e Dave mantengono segreta la loro relazione, non solo alla famiglia di lei (presso la quale Dave suona la chitarra per le feste religiose per farsi benvolere dalla temibile signora Kim e permettere così a Lane di allontanarsi da casa per provare con la band), ma anche a Zach e Brian, per il timore che la loro unione mini i rapporti interni del gruppo. L'anno successivo è quello del college e Dave si trasferisce in California, ponendo fine alla sua relazione con Lane.  La band ora cerca un chitarrista e dopo svariate prove arriva Gil (Sebastian Bach). Inizialmente Zach non è d'accordo al suo inserimento nella band perché Gil gli sembra troppo vecchio (è infatti sposato e con due figli), ma presto questi si dimostra perfettamente in linea con il sound della band e viene calorosamente accolto. Poco tempo dopo Lane rompe i rapporti con la madre, inizia a lavorare come cameriera nella tavola calda di Luke, e va a vivere con Zach e Brian, in un piccolo appartamento costituito da una sola camera e una cucina-soggiorno. Nonostante i due ragazzi dormano in un letto a castello nel soggiorno per lasciare a Lane la camera e la sua intimità, quando la signora Kim scopre, durante un tentativo di riconciliamento, questa convivenza, scappa via sconvolta. Solo il combinato intervento di Lorelai (che le consiglia di vedere Zach e Brian come due ragazze) e della capacità di mediazione di Lane riescono a calmarla.  Col tempo Lane si rende conto che le numerose ragazze che Zach porta a casa dopo i concerti la rendono gelosa; e un impeto d'impulsività la porta a dichiarargli limpidamente che ha un interesse per lui, e che non può più nasconderlo. Nei giorni successivi Zach non sembra avere alcuna reazione all'avvenuto, e solo quando Lane, irritata da questo comportamento, cerca di ritrattare la propria dichiarazione, lui le chiede di uscire. Zach giustifica la sua scarsa tempestività rivelando a Lane uno dei lati più nascosti del suo carattere, ovvero la sua indecisione e la sua natura bisognosa di una grande quantità di tempo anche per elaborare degli eventi minimi (come scegliere le pietanze di un menù). Nel consolidamento del loro rapporto, Zach cerca con Lane un approccio più intimo; Lane istintivamente gli risponde che per copulare deve aspettare il matrimonio. Zach è perplesso da questa sua affermazione, ma ancor più perplessa di lui è Lane, che non si capacita di come gli anni passati a ribellarsi alla sua educazione religiosa, dedicandosi invece alla cultura rock, non siano riusciti ad intaccare questo tabù. Comunque Zach accetterà questa condizione e la coppia rimarrà unita.  Intanto gli Hep Alien suonano perlopiù alle feste di amici, ma la routine quotidiana dei componenti del gruppo, presi dal lavoro o distratti da altre attività, rischia di mandare a monte il loro sogno comune di diventare un gruppo famoso. Lane chiede aiuto alla madre, che grazie ai suoi contatti con le chiese avventiste del Paese, riesce a procurare alla band un vero tour, ricevendo una paga non molto alta ma con vitto e alloggio gratis e la possibilità di vendere le loro magliette e altri gadjets. Il tour dura tutta l'estate, e grazie alle ottime capacità di amministratrice finanziaria di Lane, gli Hep Alien riescono a tornare a Stars Hollow con 9000 $ per incidere il loro primo disco. È a questo punto che l'unità del gruppo viene messa davvero a dura prova: Zach è infatti in preda a dei colpi di testa, e sentendosi il leader incontrastato della band, apporta numerose modifiche al programma per il concerto in un locale che avrebbe dovuto essere l'occasione per ottenere dei contatti importanti. Sul palco Zach litiga sia con Gil ma soprattutto con Brian, essendo estremamente irritato con lui perché ha composto un pezzo di nome Lane, mentre Zach non ci era mai riuscito. Il concerto va a monte e la band si separerà momentaneamente, portando a fine anche la convivenza di Zach-Brian-Lane.  Alla loro riconciliazione, nel locale di Luke, Zach chiederà a Lane di sposarlo. Lane accetta, ma la Signora Kim vuole la prova tangibile che Zach sarà in grado di provvedere a lei. Quindi commissiona a Zach un brano che sia in breve tempo in grado di scalare le vette delle classifiche. Zach riesce a comporre un pezzo che la signora Kim trova all'altezza dell'impresa, e i due ottengono il beneplacito della famiglia Kim. Lane e Zach, insieme, riescono a riunire la band per l'occasione. Il matrimonio dei due sarà molto particolare: la nonna di Lane verrà dalla Corea solo per parteciparvi, ed essendo lei buddhista, la signora Kim allestirà una cerimonia buddhista solo per nascondere alla madre la propria fede cristiana, tappezzando la casa con immagini e statue di buddha e facendo vestire Zach e Lane con gli abiti cerimoniali tradizionali della Corea. Questa situazione sarà anche molto particolare per delineare un aspetto insolitamente comune tra madre e figlia, ovvero la loro tendenza a nascondere alla famiglia le proprie vere inclinazioni. Una volta terminata questa cerimonia, partita la nonna, tutti i convitati saranno trascinati in chiesa per la cerimonia cristiana. Lane per l'occasione indosserà lo stesso abito della madre, che ha però pregato Lorelai di modificare per renderlo "meno orribile". Grazie ad un espediente di Lorelai per asportare in pochi minuti lo strascico del vestito, Lane potrà comodamente suonare la batteria per la festa del matrimonio. Già dalla loro traumatizzante prima notte in Messico, in una luna di miele in cui si rendono conto di essere stati truffati dall'agenzia low-cost, Lane resta incinta di due gemelli. La coppia, impreparata ad un avvenimento così repentino, riuscirà a superare anche questa crisi e ritroverà presto l'intesa. Nella settima stagione nasceranno i gemelli, Kwan e Steve, mentre Zach trova un ingaggio per la band come sostenitore al tour di un famoso gruppo, e vorrebbe portare la famiglia con sé. Ma i gemelli sono ancora troppo piccoli per viaggiare e Lane è costretta a rinunciare; Zach vorrebbe allora restare a casa con lei, ma Lane lo convince a non perdere questa opportunità e lo incoraggia a partire.  Zach non è il solo a lasciare temporaneamente Stars Hollow: Rory si è laureata ed ha avuto una proposta di lavoro per seguire la campagna elettorale di Barack Obama, ed è nell'ultima puntata che le strade delle due amiche si dividono, ormai cresciute e pronte entrambe ad affrontare una vita da adulte, Lane come madre e Rory come giornalista.

### Michel Gerard
Michel Gerard (stagioni 1-8), interpretato da Yanic Truesdale, doppiato da Luigi Ferraro.  Michel Gerard è il nevrotico addetto alla reception dell'Independence Inn, in cui lavoravano anche Lorelai e Sookie, ed in seguito anche del Dragonfly Inn. Michel è un uomo sulla quarantina, di origine francese, come si può intuire dal suo marcatissimo accento, che vive con l'unica compagnia dei suoi due cani, Paw Paw e Chin Chin (che morirà nella settima stagione). Michel nutre una passione smodata per Céline Dion. Per assistere ad un suo concerto, l'uomo mancherà ad un appuntamento con Lorelai, ed in seguito pretenderà che My Heart Will Go On venga suonata durante il funerale di Chin Chin.  Michel è molto metodico e di carattere decisamente sarcastico, e tende a trattare chiunque con supponenza, compresi i clienti del Dragonfly Inn, che in teoria dovrebbe servire. Michel ha un rapporto piuttosto conflittuale anche con Sookie, con la quale bisticcia continuamente per qualunque motivo. La sua migliore amica è Lorelai, benché Michel tenda ad avere lo stesso atteggiamento caustico anche con lei. In realtà Michel tiene molto all'amicizia di Lorelai e Sookie, al punto di cadere in uno stato di depressione, quando non sapeva che le due donne l'avrebbero portato con loro, nel passaggio dal'Independence Inn al Dragonfly Inn.  Un'altra delle ossessioni di Michel è il proprio aspetto fisico ed in particolar modo la linea. Per tale ragione, Michel segue una strettissima dieta, a cui concede una eccezione soltanto in rarissime ricorrenze. Una di queste è quando lui e Lorelai si incontrano una volta alla settimana al di fuori del lavoro per discutere dei lavori del Dragonfly Inn davanti ad una fetta di torta.

### Paris Geller
Paris Geller (stagioni 1-8), interpretata da Liza Weil, doppiata da Claudia Pittelli (stagione 1-5, 8) e Perla Liberatori (stagione 6-7).  Paris è la figlia di due ricchi ebrei e viene allevata quasi completamente dalla tata portoghese. È una ragazza dall'indole particolarissima, lunatica e attaccabrighe, invidiosa e misantropa. Ciò è dovuto in parte alla sua difficile situazione familiare, per via dei genitori assenti e che si separano nella prima stagione, e costituirà l'eterno scoglio alla sua amicizia con Rory, che invece ha una madre amorevole e "amica". In origine, alla Chilton Academy, rappresenta il suo opposto, perché si sente minacciata dai progressi accademici di Rory e dal suo interesse per il giornale scolastico. La invidia anche per le attenzioni che Tristin DuGrey (Chad Michael Murray), il più bel ragazzo della scuola per cui lei ha una cotta, le rivolge. Le migliori amiche di Paris sono Madeleine e Louise, nonostante abbiamo interessi totalmente diversi: le due ragazze sono interessate solo ai ragazzi e ai trucchi, mentre Paris al profitto scolastico. La sua più grande ambizione è essere ammessa a Harvard.  I rapporti tra le due durante tutte le superiori sono abbastanza burrascosi: dopo l'iniziale ostilità, nel corso della prima stagione Rory comincia ad avvicinarsi a lei, soprattutto perché le due hanno in comune la mancanza d'interesse per ciò che invece attrae le altre ragazze frivole. Inizialmente questi progressi sono arrestati dalla gelosia di Paris per Tristan, poi, nella seconda stagione, le due diventano davvero amiche quando Paris copre Rory in una situazione imbarazzante con il fidanzato. L'amicizia non si cementa mai del tutto, a causa della particolare natura di Paris, tuttavia Rory impara ad apprezzarla. Nella terza stagione la spietata Francine mette zizzania tra le due fino a farle litigare con accuse inventate, e Paris torna infine da Rory solo per averla come confidente, e rivelarle di aver perso la verginità con Jamie, il ragazzo più grande conosciuto all'inizio della stagione a Washington. Subito dopo scopre di non essere stata ammessa ad Harvard, e va in piena crisi.  Salutatesi al diploma con il riconoscersi di essere state più nemiche che amiche, si ritrovano a Yale nella quarta stagione, per volontà di Paris che non giudicava concluso il suo "viaggio" spirituale con la ragazza e va a stare nel suo stesso alloggio. Nelle stagioni 4, 5 e 6 sarà la sua compagna di stanza all'università. Paris non è cambiata, nella quarta stagione ha una relazione con un professore universitario sessantenne e trascina Rory in Florida per una stramba vacanza di primavera. Dopo la morte del professore, a partire dalla quinta stagione si fidanza con Doyle McMaster, un ragazzo del giornale strano e lunatico come lei, la sua anima gemella. I due sviluppano uno strano rapporto, apparentemente di sottomissione di Doyle, che in realtà è l'unico a saper trattare con lei e ad apprezzarla così com'è. Contemporaneamente Rory si lega a Logan, e alla fine si trasferirà da questo, mentre Paris da Doyle. Le loro due vite sembrano così separarsi (all'inizio della sesta stagione Rory lascia temporaneamente Yale e non si confiderà con Paris di ciò) ma dopo la crisi con Logan Rory va a stare nel nuovo, confusionario appartamento di Paris e Doyle. Una nuova rottura tra le due è segnata dal fatto che Paris, nuovo direttore dello Yale Daily News, viene spodestata da Rory dopo pochi mesi su volontà di tutta la redazione perché questa ha saputo salvare il giornale dal caos che l'amica aveva generato con il suo "regime dispotico". Pur cacciata di casa e tornata da Logan con cui si è riconciliata, Rory ritrova presto l'amicizia di Paris e rialloggia nel suo appartamento mentre Logan è a Londra, nella settima stagione, per sicurezza con un contratto che proibisce a Paris di buttare la sua roba fuori di casa un'altra volta. Vivono insieme la crisi della scelta del percorso post-universitario, durante la quale Paris rompe con Doyle perché lo considera un disturbo al suo sereno raziocinio. Alla fine però il ragazzo le dichiara di amarla e che la seguirà ovunque; questo finalmente rasserena Paris, che sceglie di diventare un medico. Il giorno della laurea, le due si dicono addio, in modo diverso da come avevano fatto alla fine della Chilton: Paris dice a Rory di averla sempre stimata, e crede che diventerà importante; comunque, se la vita non le ha separate finora, non succederà mai. E Rory lascia una Paris proiettata verso il futuro e sicura delle sue scelte,quando Rory si ammala usa il deodorante per uccidere i germi che si sono posati sulla maniglia che ha toccato; nel corso della serie, quando Rory non vorrà fare ciò che lei propone, telefonerà più volte alla madre Lorelai per dirle di obbligare la figlia a farlo;quando Rory lascia Yale, convince Lorelai a diventare la sua amica, e, presentandosi alla locanda, terrorizza il personale; ha una lista dei nemici.

### Dean Forester
Dean Forester (stagioni 1-5, guest 8), interpretato da Jared Padalecki, doppiato da David Chevalier.  Dean fa la sua prima apparizione nello show durante il primo episodio. Il ragazzo rimane subito affascinato dalla timida, sensibile e intelligente Rory (Alexis Bledel) vista diverse volte a Stars Hollow. Ben presto anche Rory lo nota e tra i due nasce una storia, la prima vera storia della ragazza. La storia tra i due ragazzi conosce degli alti e bassi e sembra finire quando a Stars Hollow arriva il nipote di Luke, Jess Mariano, che cerca di far colpo su Rory. Sarà la gelosia di Dean per la presenza di Jess che porterà alla fine della sua relazione con Rory.  Ben presto Dean si fidanza con Lindsay Lister (Arielle Kebbel), una ex-compagna di scuola di Rory e si sposa. Nonostante tutto, sono ancora evidenti i sentimenti che Dean prova per Rory. I due ragazzi decidono di rimanere comunque amici ma Dean capisce di aver commesso un errore sposando Lindsay: Dean e Rory cominciano così una relazione adultera durante la quale la ragazza perde la sua verginità. Quando Lindsay scopre della relazione tra Dean e Rory, lascia il marito.  Proprio dopo esser stato lasciato da Lindasy, Dean decide di ricominciare la relazione con Rory sebbene la ragazza ora viva a Yale. La nuova relazione tra i due ragazzi suscita l'ira di molte persone, inclusi Luke Danes e i nonni di Rory, Richard e Emily Gilmore, per il fatto che ritengono Dean inadatto alla ragazza. La relazione non sembra comunque andare per il verso giusto a causa dello stile di vita differente dei due ragazzi: Rory è sempre a Yale e le sue visite a Stars Hollow diminuiscono sempre più mentre Dean è costretto a fare tre lavori contemporaneamente per mantenersi; i due fidanzati non riescono quindi mai a vedersi. Quando finalmente riescono a trovare il tempo per un appuntamento, i nonni di Rory decidono di dare una festa per presentare la nipote a possibili fidanzati, ovvero ragazzi discendenti da ricche famiglie e già introdotti nel mondo del business; tra questi "aspiranti fidanzati" vi è anche Logan Huntzberger. Rory si diverte così tanto al party che si dimentica dell'appuntamento che aveva programmato con Dean. Il ragazzo è particolarmente irritato dal fatto che Rory si sia dimenticata del loro appuntamento ed entrambi capiscono che non possono continuare a stare insieme.  Durante la sua ultima apparizione nell'episodio "Un interesse nascosto", Dean non vede Rory bensì Luke. I due hanno un diverbio e Dean dice a Luke che loro sono uguali e che ben presto Lorelai si stancherà di lui, esattamente come ha fatto Rory con lui, perché le Gilmore vogliono molto di più da un uomo.  In Una mamma per amica - di nuovo insieme, Dean e Rory si scontrano al Doose's Market dove lavorava da ragazzo e si aggiornano sulle rispettive vite. Lui è a Stars Hollow a trovare la famiglia e veniamo a sapere che vive a Scranton con una certa Jenny con cui presumibilmente si è risposato. È padre di tre maschietti ed una bambina è in arrivo. Rory gli chiede il permesso di parlare di lui nel libro che ha deciso di scrivere. Lo descriverebbe come un perfetto primo amore: generoso, protettivo, gentile, gli confessa che grazie a lui ha imparato cosa significa sentirsi al sicuro. Non sarebbe la ragazza che è oggi, se non fossero stati insieme e rimpiange di non averlo incontrato quando era più grande. Dopo un momento d'imbarazzo i due si salutano con un sorriso e Dean le augura buona fortuna per il libro.

### Jess Mariano
Jess Mariano (stagioni 2-4, guest 6, ricorrente 8), interpretato da Milo Ventimiglia, doppiato da Francesco Pezzulli (episodi 2.21-22), Massimiliano Alto (stagione 2-3) e Alessandro Tiberi (stagione 4, 6, 8). Jess è il nipote di Luke. È cresciuto con la madre, Liz Danes (Kathleen Wilhoite), la sorella di Luke. Suo padre, Jimmy Mariano (Rob Estes), se ne andò subito dopo la nascita di Jess. Quando arriva a Stars Hollow, durante la seconda stagione dello show, per vivere con Luke, la città non lo accetta. Luke ha infatti molti problemi a controllare la vita di Jess a Stars Hollow. Nonostante la sua fama, ormai dilagante a Stars Hollow, di cattivo ragazzo, la conoscenza della cultura letteraria e pop di Jess attira molto Rory Gilmore. I due ragazzi diventano ben presto amici nonostante la disapprovazione di molti, tra i quali Lorelai, la madre di Rory. Jess decide di lasciare la città e andare a New York in seguito ad un incidente automobilistico con Rory durante il quale la ragazza si frattura un polso. Rory il giorno del diploma della madre decide di andare a salutarlo definitivamente, facendo infuriare Lorelai. Nell'ultimo episodio della seconda stagione, "Ritorno di fiamma", Jess ritorna a sorpresa per partecipare al matrimonio di Sookie. Rory impulsivamente lo bacia e poi se ne va senza dire nulla. Jess e Rory si fidanzano ufficialmente dopo la maratona di danza a Stars Hollow durante la quale Dean rivela a Rory di essere consapevole dei sentimenti che la ragazza prova per Jess e che siccome è stanco di continuare a soffrire la lascia, Rory rimane impalata nella pista per qualche secondo e poi va nel ponte sopra il fiume dove lei e Jess hanno fatto il picnic. Tra loro non sembra andare molto bene a causa delle costanti difficoltà di comunicazione tra loro. Quando Luke scopre che Jess non può diplomarsi alla Stars Hollow High a causa delle troppe assenze, dà al ragazzo due possibilità: o ripete il suo ultimo anno o se ne deve andare. Non accettando le condizioni propostegli da Luke, Jess prende un pullman e si reca a Venice (California) per trovare il padre. Giunto a Venice, Jess chiama Rory che in quel momento si sta diplomando alla Chilton Academy. In seguito si reca a casa del padre. Nella quarta stagione Jess torna a Stars Hollow per riprendersi l'auto che Luke gli aveva rubato qualche tempo prima. Durante questa visita, Jess incontra diverse volte Rory sebbene i due ragazzi non si parlino mai. Jess lascia la città dopo aver rivelato a Rory di amarla. Qualche mese dopo, Jess torna a Stars Hollow per il matrimonio della madre Liz. Dopo il matrimonio, Jess va a trovare Rory a Yale e le chiede di andare via con lui. La ragazza non accetta la proposta. In seguito Jess torna a Stars Hollow per dare una copia del suo libro a Rory, che in quel momento vive dai nonni poiché ha lasciato Yale. Mentre Jess si trova dai nonni di Rory per parlare con la ragazza, conosce il ricco fidanzato della ragazza, Logan Huntzberger. Jess fa ragionare Rory riguardo alle sue attuali scelte tra le quali quella di lasciare Yale. Rory, grazie al discorso di Jess, capisce gli errori commessi. Prima di andarsene, Jess dice che quello è stato un brutto momento per vedersi e quindi tornerà un'altra volta. Jess torna nella sesta stagione durante uno degli ultimi episodi della stagione, Una vacanza studio, durante il quale Luke e Rory lo incontrano all'apertura di un nuovo negozio di libri a Filadelfia dove Jess lavora. In Una mamma per amica - di nuovo insieme, Jess incontra Rory presso la redazione de La Gazzetta di Stars Hollow, di cui al momento la ragazza è la direttrice.È Jess ad incitarla a scrivere su qualcosa che conosce a fondo, che sente veramente suo, come il suo rapporto con sua madre. Il progetto accenderà di nuovo entusiasmo la ragazza che stava attraversando un periodo di profonda insoddisfazione lavorativa. Alla vigilia del matrimonio di Luke e Lorelai, Jess è di nuovo in città e Rory gli comunica piena di eccitazione di aver scritto i primi tre capitoli del libro. Luke è presente alla scena e sospetta che il nipote non abbia mai del tutto superato la rottura con la ragazza, ma alla domanda diretta lui nega. Nell'andarsene però, si ferma fuori a spiare Rory dalla finestra. Il suo sguardo intenso ci fa capire che non ha mai smesso di provare dei sentimenti per lei.

### Kirk Gleason
Kirk Gleason (stagioni 1-8), interpretato da Sean Gunn, doppiato da Carlo Scipioni. Kirk Gleason è un uomo sulla trentina, pieno di iniziativa e di buoncuore, ma emotivamente poco cresciuto e decisamente strano, che ha vissuto con la madre fino a tarda età, quando non dormiva per le strade, o nei garage dei vicini. Alla fine della quarta serie, Kirk trova una bellissima fidanzata, Lulu, ex fidanzata del fratello. Anche Lulu in realtà si rivelerà piuttosto strana, che rivelerà che Kirk soffre di sonnambulismo, che lo porta a vagare per la città nudo durante la notte. Nel tredicesimo episodio della seconda serie, Kirk racconta a Jackson Belleville di avere ben dodici fratelli. Nei primi episodi della serie l'attore Sean Gunn appariva in un ruolo differente. Nel secondo episodio della prima stagione, Sean Gunn interpretava Mick, l'installatore della linea ADSL, mentre nel terzo episodio veniva chiamato "Swan Man". Dal quinto episodio Kirk compare nel ruolo che porterà avanti fino alla fine della serie. Kirk viene introdotto come un nuovo cittadino di Stars Hollow; infatti Miss Patty, che conosce tutti in città, si domanda chi sia, quando lo incontra nel negozio di Taylor Doose. Tuttavia nel quattordicesimo episodio della seconda serie Mrs. Kim, dice di conoscere Kirk da quando aveva due anni. Nel corso della serie verranno rivelati numerosi indizi che lasciano credere che Kirk abiti effettivamente a Stars Hollow da anni. Nel corso dei vari episodi, Kirk cambierà numerosi lavori. Lavorerà come assistente al negozio di Taylor, come addetto alle consegne di numerose cose, come fotografo, come venditore, come agente immobiliare e come assistente a varie funzioni della città. All'inizio Kirk rivelerà una cotta per Lorelai, arrivando a chiederle un appuntamento nel secondo episodio della terza serie. Lorelai declinerà l'invito con gentilezza. Kirk si metterà in diverse occasioni in contrasto con Luke Danes, benché sia uno dei suoi clienti più affezionati. In un episodio Kirk aprirà una caffetteria all'aperto proprio davanti a quella di Luke. Inoltre sarà il suo rivale quando Luke tenterà di comprare la storica casa di Twickham. In quell'occasione si scoprirà che Kirk, avendo risparmiato per tutta la vita, ha un conto in banca astronomico.

### Jason Stiles
Jason Stiles (stagioni 4, 8), interpretato da Chris Eigeman, doppiato da Fabrizio Pucci. Jason Stiles è il figlio di Carol (Catherine McGoohan) e Floyd Stiles (Lawrence Pressman) ed è coetaneo di Lorelai. Jason e Lorelai si conobbero durante l'adolescenza in un campeggio, dove Jason fu soprannominato, suo malgrado, "Digger" o "Nanetto". Quando i due si rincontrano nuovamente nei primi episodi della quarta stagione, Jason fa in modo di rinnovare la sua amicizia con la donna, e comincia a corteggiarla. Nonostante i ripetuti rifiuti di Lorelai, Jason si dimostrerà così insistente, da riuscire alla fine a farla capitolare. I due nascondono la propria relazione ai genitori di Lorelai per cinque mesi, fino alla notte in cui Floyd Stiles informa Richard Gilmore e Jason di volergli fare causa, per avergli "rubato" clienti, quando Jason è entrato in affari con il padre di Lorelai. In quella occasione Floyd rivela di aver assunto in investigatore privato per seguire Jason, e quindi di aver scoperto la relazione con Lorelai. Tuttavia Richard e Floyd si accordano alle spalle di Jason, per permettere a Richard di creare una compagnia sotto l'egida della Gehrmann-Driscoll. A questo punto diventa Jason a voler fare causa a Richard, e quando Lorelai lo viene a sapere, interrompe la loro relazione. In seguito Jason tenterà di riallacciare i propri rapporti con Lorelai, arrivando a presentarsi al Dragonfly Inn durante l'inaugurazione, mettendo Lorelai, che ha già intrapreso la propria relazione con Luke Danes, in grave imbarazzo. Per liberare Lorelai da Jason, Sookie e Michel chiamano al cellulare Jason, e gli dicono che il suo condominio è in fiamme, facendolo andare via di corsa.

### Logan Huntzberger
Logan Huntzberger (stagioni 5-8), interpretato da Matt Czuchry, doppiato da Marco Vivio. Logan è il secondogenito di Mitchum e Shira Huntzberger (interpretati da Gregg Henry e Leann Hunley). Nato nel febbraio 1982, è l'erede della Huntzberger Publishing Company, un colosso dell'informazione nazionale. Frequenta l'Università di Yale, la stessa della protagonista Rory, con la quale instaura una relazione a partire dalla fine della quinta stagione. Alla fine della stagione 6, Logan è mandato dal padre a Londra per farsi carico degli affari della famiglia. Nella settima e ultima serie, Logan acquista sempre più interesse nell'attività affaristica (a Londra e New York), pertanto la relazione con Rory ne soffrirà. In seguito, dopo essere stato coinvolto in cattive azioni finanziarie, che lo portano in tribunale nella settima stagione, Logan smette di lavorare col padre, e inizia a fare proposte serie a Rory riguardo al loro futuro. Nonostante le loro incomprensioni, Logan chiede a Lorelai, madre di Rory, il permesso di sposarla; Logan si dichiara a Rory nella puntata successiva, al momento della cerimonia di pre-laurea di Rory organizzata dai nonni, ponendola di fronte alla fatidica scelta, ma lei gli risponde dicendogli che è felicissima, ma ha bisogno di un po' tempo per pensarci. Alla fine, subito dopo la fine della consegna delle lauree all'università (tra i pochi e singoli, ma vari, applusi dei genitori degli studenti e di quello forte e commovente di Lorelai), Rory non accetta e restituisce l'anello e Logan non la capisce facendo capire a Rory che lui vuole tutto o niente (proprio come il titolo dell'episodio) e le dice addio, ponendo, così, una veloce e dura fine alla loro relazione e a tutto quello che avevano passato fino ad allora. Logan non appare nell'ultimo episodio, e la serie termina con i due ancora in rottura e la partenza di Rory per documentare la campagna elettorale di Barack Obama nell'ultimo e definitivo episodio. In una mamma per amica di nuovo insieme Logan vive a Londra e sta per sposarsi con una ragazza parigina, che tradisce con Rory quando questa giunge a Londra per lavoro.

### Trix Gilmore
Lorelai "Trix" Gilmore è la madre di Richard Gilmore. Il nome di Lorelai è stato scelto proprio in suo onore. Il soprannome che invece usa Richard per lei è "Trix". Suo marito, Charles Gilmore durante l'infanzia di Lorelai, e dalla morte del marito Trix ha sempre vissuto a Londra, spostandosi occasionalmente ad Hartford. Compare abbastanza regolarmente nelle prime quattro stagioni fino al sedicesimo episodio della quarta stagione in cui anche lei muore. Trix ha sempre disapprovato il matrimonio del figlio con Emily, ed ha sempre trattato male la nuora, anche davanti al resto della famiglia. Dopo la morte di Trix, Emily rinviene una lettera scritta dalla donna a Richard il giorno prima delle nozze, in cui lo pregava di non sposarsi. Ironicamente il personaggio di Trix è fortemente simile a quello di Emily, ma al contrario di lei non è totalmente negativa nei confronti della nipote Lorelai, ed è molto affezionata alla nipote Rory, a cui ha lasciato il suo intero patrimonio, a cui potrà accedere all'età di 25 anni. Charles Gilmore, il marito di Trix, era anche suo cugino di secondo grado. Il cognome "Gilmore" non lo ha rilevato dal marito, ma era già quello della sua famiglia. Dopo la morte di Trix, quando Lorelai e Rory vengono a saperlo si mostrano entrambe disgustate e si chiedono se alcuni tratti bizzarri delle loro personalità possono essere attribuiti a tale fatto.

## Personaggi secondari
- Jackson Belleville (stagioni 1-8), interpretato da Jackson Douglas, doppiato da Mario Bombardieri. Jackson Bellville è un agricoltore locale della cittadina di Stars Hollow che fornisce frutta e verdura a Sookie St. James, cuoca dell'hotel Independence Inn. Sookie e Jackson inizialmente non hanno un bel rapporto a causa dei diversi litigi, ma la ragazza è attratta da Jackson e fissano così un appuntamento che non si riverelà perfetto all'inizio per la presenza di Lorelai e il cugino di Jackson, ma che alla fine sarà carinissimo poiché andranno nel locale di Luke. I due dopo la convivenza decidono di sposarsi. Nella terza serie Sookie rimarrà incinta e Jackson avrà un comportamento strano dopo l'annuncio della gravidanza; nella quarta serie invece Sookie partorirà Davie in casa grazie ad una levatrice. Successivamente Sookie avrà un'altra bambina che si chiamerà Martha e poiché lei non vuole altri figli lo costringerà a fare la vasectomia, che però Jackson di nascosto non farà. Ciò viene rivelato nella settima serie quando si scopre che Sookie è incinta del terzo bambino. Nella quinta stagione, stanco dei soprusi di Taylor Doose, si candida come sindaco di Stars Hollow vincendo le elezioni. Il compito in realtà è troppo gravoso per lui e non si addice alla sua vita tranquilla. Durante la stagione tornerà di nuovo Taylor alla carica di sindaco senza vedere in realtà la rinuncia di Jackson. Jackson ha sempre avuto un affettuoso rapporto con gli abitanti di Stars Hollow e per questo nella settima serie Lorelai e Sookie cercano di far uscire Christopher e Jackson insieme per cercare di mettere Christopher sotto una buona luce.
- Mrs. Kim (stagioni 1-8), interpretata da Emily Kuroda. Mrs. Kim è la madre di Lane, la migliore amica di Rory Gilmore ed abita a Stars Hollow dove gestisce un negozio di antiquariato. È coreana, ma a differenza dei propri antenati, tutti di religione buddista, ha abbracciato la fede degli avventisti del settimo giorno, che le impone uno stile di vita estremamente rigido e morigerato. La fede della signora Kim finisce per metterla spesso, soprattutto nelle prime stagioni, in contrasto con la figlia Lane, che invece vorrebbe vivere la propria vita senza eccessive regole, suonando la batteria ed entrando a far parte di un gruppo rock. Lo scontro fra le due donne si concluderà quando Lane deciderà di lasciare la propria casa ed andare a vivere con Zach e Brian, altri due componenti del suo gruppo, e le due non avranno rapporti per diverso tempo. Con il tempo Lane riuscirà a recuperare il rapporto con la madre, che incredibilmente si dimostrerà determinante nella carriera del gruppo di Lane. Le posizioni integraliste della signora Kim si andranno attenuando con il procedere della serie, benché la donna si dimostrerà sempre troppo invadente nella vita della figlia, al punto di andare a vivere con lei e Zach, durante la gravidanza della ragazza. Il signor Kim, suo marito e padre di Lane, non compare in nessun episodio (neppure in quello del matrimonio di Lane), benché esso venga citato in alcuni episodi, appare un suo cameo nella serie "Gilmore Girls: seasons".
- Miss Patty (stagioni 1-8), interpretata da Liz Torres, doppiata da Lorenza Biella. Attrice al tramonto, insegna nella scuola di danza di Stars Hollow ed è una delle pettegole della cittadina
- Babette Dell (stagioni 1-8), interpretata da Sally Struthers, doppiata da Barbara Castracane. Stravagante vicina di casa di Lorelai.
- Taylor Doose (stagioni 1-8), è interpretato da Michael Winters, doppiato da Giovanni Petrucci. Taylor Doose è il sindaco della cittadina di Stars Hollow, e detiene numerosi altri incarichi sia nel governo cittadino che nelle organizzazioni pubbliche. Infatti Taylor è spesso il maggior responsabile degli eventi e delle feste che si svolgono a Stars Hollow, molte delle quali anche piuttosto bizzarre. Inoltre Taylor è anche il proprietario del mini market Doose's Market, dove ha lavorato Dean Forester per le prime cinque stagioni, e del Taylor's Old Fashioned Soda Shoppe, un negozio di dolciumi. Come primo cittadino di Stars Hollow, Taylor spesso sfrutta la propria posizione per i propri interessi. Si sente obbligato a far rispettare alla lettera le regole e gli statuti della città, anche quelli desueti, ed ha persino una propria idea di come gli abitanti di Stars Hollow dovrebbero vivere. Per questa ragione spesso Taylor entra in conflitto con i suoi concittadini, ed in particolar modo con Luke Danes e Lorelai Gilmore. Egli è anche l'organizzatore delle frequentissime riunioni cittadine, che spesso indice soltanto per esprimere i propri rancori o i propri capricci. Durante la quinta stagione, Taylor viene brevemente destituito dal suo incarico, lasciando il posto a Jackson Belleville, eletto al suo posto. Tuttavia Jackson ben presto si rende conto di non essere affatto in grado di gestire tale incarico, e Taylor riprende il suo posto. In un altro episodio, Taylor finge di non poter tornare a Stars Hollow per le festività, e lascia gli incarichi da sindaco a Kirk Gleason. Quando però Lorelai scopre che in realtà Taylor è in città, lui si giustifica dicendo di avere intenzione di trovare un successore per quando lui non ci sarà più. Non si sa quasi nulla della vita privata di Taylor, se non il suo perenne stato di single.
- Louise Grant (stagioni 1-4), interpretata da Teal Redmann. Compagna di Rory alla Chilton.
- Madeline Lynn (stagioni 1-4), interpretata da Shelly Cole. Compagna di Rory alla Chilton.
- Tristin DuGray (stagioni 1-2), interpretato da Chad Michael Murray. Compagno di Rory alla Chilton, i due avranno sempre una relazione di odio-amicizia.. che sfocerà in un bacio dei due durante una festa, il giorno dopo la rottura di Rory con Dean. I due non avranno mai una storia, infatti Rory si pentirà subito del bacio. A causa della sua cattiva condotta abbandonerà la Chilton, obbligato dal padre a frequentare una scuola militare.
- Max Medina (stagioni 1-3), interpretato da Scott Cohen e doppiato da Fabrizio Pucci. Insegnante di letteratura di Rory alla Chilton, instaura una relazione importante con Lorelai e le chiede di sposarlo; a pochi giorni dal matrimonio tuttavia Lorelai scappa con Rory e annulla le nozze. Max Arthuro Medina è un personaggio fisso della prima stagione, per poi limitarsi ad avere qualche apparizione nella seconda e nella terza stagione. È il professore di inglese di Rory alla Chilton School, ed avrà una relazione con Lorelai. Max incontra Lorelai durante una riunione fra genitori ed insegnante, dove Max assicura che Rory è un'ottima studentessa. In seguito però quando Rory si presenta tardi a lezione per aver studiato tutta la notte per gli esami di inglese, Max si rifiuta di farla accedere agli esami, incorrendo nelle ire di Lorelai. Dopo qualche incontro piuttosto freddo fra i due, Lorelai e Max finiranno per avere un appuntamento ed incominciare una relazione. Max farà persino una proposta di matrimonio a Lorelai alla fine della prima serie. La seconda stagione infatti si apre con Lorelai che accetta la proposta, per poi annullare il matrimonio all'ultimo istante. Max non si vedrà più per tutta la seconda stagione, ma ritornerà brevemente nella terza, dopo aver insegnato alla Stanford University. L'incontro con Lorelai ed un fugace bacio, faranno realizzare a Max di essere ancora innamorato, e per tale ragione deciderà di non vedere mai più Lorelai, uscendo definitivamente di scena.
- Christopher Hayden (stagioni 1-3, 5-8), interpretato da David Sutcliffe, doppiato da Fabio Boccanera.  Christopher è l'ex ragazzo di Lorelai ai tempi del liceo nonché padre di Rory. Quando Lorelai rimane incinta, i genitori di entrambi pressano i giovani, appena sedicenni, a sposarsi, ma la ragazza non è d'accordo così lascia casa Gilmore e si trasferisce a Stars Hollow per crescere da sola la figlia, Rory. L'amore di Christopher per Lorelai, fra alti e bassi, rimane invariato negli anni, infatti, nonostante le sue apparizioni nella serie siano sporadiche, spesso porta molti sconvolgimenti nella vita di Lorelai e Rory.  Nella seconda stagione della serie, Christopher si fidanza con Sherry Tinsdale da cui avrà una bambina, "Gigi". Presto però Sherry abbandona marito e figlia così che Christopher si ritrova, con non pochi problemi, a crescere la figlia da solo.  Seconda stagione Christopher riappare nella seconda stagione quando viene invitato da Rory al suo ballo delle debuttanti.  Durante questa visita a Stars Hollow, dimostra a Lorelai e Rory di essere cambiato e di avere un lavoro fisso come consulente di un'azienda di computer a Boston. Christopher lascia la città dopo aver raccontato a Lorelai di avere una nuova fidanzata, Sherry Tinsdale. Quando Rory si rompe un braccio a causa di un incidente con Jess, Christopher torna a Stars Hollow per aiutare Lorelai. In quel momento sia Christopher e Sherry, sia Lorelai e Max Medina hanno messo fine alle loro relazione così Christopher e Lorelai decidono di tornare ad essere una coppia. La loro felicità dura fino a quando Christpher riceve una telefonata da Sherry che gli rivela di essere incinta. Lorelai e Rory si arrabbiano con Christopher e decidono di allontanarsi. Rory ricomincia però a parlare con Christopher qualche mese dopo all'insaputa della madre.  Quinta stagione Quando Christopher chiama Lorelai perché ha bisogno di aiuto con la figlia GiGi dopo che Sherry se ne è andata per lavorare in Francia, la donna si precipita ad aiutarlo. Lorelai è insieme a Luke e non vuole assolutamente che Christopher rovini tutto.  Quando il padre di Christopher muore, Lorelai e Rory capiscono che ora Christopher è solo e ha bisogno del loro aiuto. Durante il rinnovamento del matrimonio di Richard e Emily Gilmore, Christopher, ubriaco, dice a Luke che lui e Lorelai sono destinati a stare insieme. In seguito a questa rivelazione Luke e Lorelai litigano. Luke non vuole che Lorelai abbia di nuovo contatti con Christopher; Lorelai non è d'accordo così i due si lasciano temporaneamente.  Sesta stagione Nella sesta stagione, Christopher eredita un'ingente somma di denaro dal nonno paterno deceduto e decide di condividerla con le ragazze Gilmore offrendo loro un sostegno economico per qualsiasi cosa di cui necessitino. Dopo essersi nuovamente riavvicinato a Lorelai e Rory, Christopher partecipa al matrimonio di Lane insieme a Lorelai. I due cominciano a bere e Lorelai si ubriaca a tal punto da pronunciare un imbarazzante discorso riguardo al fatto di non essersi sposata con Luke. Nell'ultimo episodio della sesta stagione, "Separazioni", Lorelai e Luke hanno una discussione. L'episodio conclude con Lorelai che, distrutta per la discussione con Luke, cerca conforto nelle braccia di Christopher e trascorre la notte con lui. Settima stagione  Nella settima stagione, Christopher e Lorelai si fidanzano. Quando Sherry manda una lettera a Christopher dicendogli di aver cambiato idea riguardo Gigi e che vorrebbe che la bambina l'andasse a trovare in Francia, Christopher invita Lorelai per un viaggio a Parigi con lui. Durante il soggiorno nella città, Christopher impulsivamente propone a Lorelai di sposarlo. Tornati a Stars Hollow, Christopher parla del desiderio di avere altri bambini ma Lorelai non sembra essere del tutto d'accordo. Una notte, Christopher e Luke hanno un confronto che non porta però a nulla. Alla fine, Lorelai capisce che Christopher non è l'uomo della sua vita. L'ultima apparizione di Christopher nella serie è durante laurea di Rory durante la quale si possono constatare i buoni rapporti mantenuti con Lorelai.
- Dave Rygalski (stagione 3), interpretato da Adam Brody, doppiato da Francesco Venditti. Membro della band di Lane, ne diviene il primo fidanzato. Abbandona poi la band per andare al college.
- Brian Fuller (stagioni 3-8), interpretato da John Cabrera, doppiato da Corrado Conforti. Membro della band di Lane.
- Zach van Gerbig (stagioni 3-8), interpretato da Todd Lowe, doppiato da Francesco Pezzulli. Marito di Lane e membro della sua rock band.
- Gil (stagioni 4-8), interpretato da Sebastian Bach e doppiato da Riccardo Niseem Onorato. Membro della band di Lane.
- Marty (stagioni 4-5, 7), interpretato da Wayne Wilcox. Amico di Rory a Yale.
- Doyle McMaster (stagioni 4-8), interpretato da Danny Strong, doppiato da Stefano Crescentini. Caporedattore dello Yale Daily News quando Rory frequenta i primi due anni a Yale. Dalla 5 stagione diverrà il fidanzato di Paris.
- Liz Danes (stagioni 4-7), interpretata da Kathleen Wilhoite, doppiata da Barbara Castracane (prima voce) e Emanuela Rossi(seconda stagione). Sorella di Luke e madre di Jess.
- T.J. (stagioni 4-7), interpretato da Michael DeLuise e doppiato da Franco Mannella. Marito di Liz, insieme avranno una bambina, Doula. Il suo vero nome è Gary.
- Mitchum Huntzberger (stagioni 5-8), interpretato da Gregg Henry. Padre di Logan.
- April Nardini (stagioni 6-8), interpretata da Vanessa Marano. Figlia di Luke Danes ed Anna Nardini. April Nardini ha 12 anni ed è la figlia di Luke Danes e di Anna Nardini, ex fidanzata dell'uomo. Luke non era a conoscenza del fatto di avere una figlia fino a quando April va nel suo locale dicendogli di essere il padre, che risulterà vero anche attraverso l'esame del DNA. Luke ed April instaurano un buon rapporto all'inizio, fino a quando April deve trasferirsi nel New Mexico con la madre Anna che deve rimanere con la mamma malata. Luke allora chiede l'affidamento di April e vincerà la causa, grazie ad una lettera di referenze scritta da Lorelai, anche se potrà vederla una sola volta al mese (ciò è il contrario di quello che chiedeva Anna poiché non voleva che Luke frequentasse la figlia). April prende parte al telefilm nella sesta e settima serie. Nel revival frequenta l'università e fuma erba di nascosto
- Anna Nardini (stagioni 6-7), interpretata da Sherilyn Fenn. Madre di April, la figlia di Luke.
- Clara Forester (apparizioni casuali) è la sorella di Dean Forester.

## Cittadini di Stars Hollow

### Patricia "Miss Patty" LaCosta
Interpretata da Liz Torres
Plurisposata e pluridivorziata insegnante di danza di Stars Hollow, miss Patty, insieme a Babette, è la principale voce del gossip della città. È un personaggio piuttosto influente in città, al punto che durante le riunioni cittadine, affianca Taylor sul palco dei comizi. Fa spesso riferimento al proprio passato di cantante, ballerina ed attrice, benché non si sappia quanto di tutto ciò sia vero.

### Babette Dell
Interpretata da Sally Struthers
Invadente vicina di casa di Lorelai, a cui è sinceramente affezionata, Babette viene quasi sempre mostrata a fare pettegolezzi insieme a miss Patty. È sposata con Morey Dell, ed hanno un gatto di nome Cannella. La sua più grande passione sono i propri gnomi da giardino, di cui è estremamente gelosa, soprattutto di Pierpont, il suo preferito.

### Morey Dell
Interpretato da Ted Rooney
Marito di Babette, Morey rappresenta fisicamente e caratterialmente l'opposto della moglie: silenzioso e serafico, alto e magro. È un musicista, ed indossa quasi sempre un paio di occhiali da sole.

### Rachel
Interpretata da Lisa Ann Hadley
Fidanzata di Luke nelle prime stagioni. La relazione fra i due sarà costellata da continui alti e bassi, anche per via della professione di Rachel, fotografa, che la porta spesso a stare a lungo lontana da Stars Hollow.

### Liz Danes
Interpretata da Kathleen Wilhoite
Sorella di Luke, e madre di Jess, Liz si trasferisce a Stars Hollow in seguito al matrimonio con T.J., riallacciando i rapporti con il fratello. Si mantiene fabbricando bigiotteria ed è una donna molto dedita alla cultura new Age. Dal matrimonio con T.J. nascerà la piccola Doula.

### T.J.
Interpretato da Michael DeLuise
Marito di Liz, ed entusiasta cognato di Luke. È un uomo piuttosto invadente della privacy altrui, ma di buon cuore e sinceramente affezionato alla propria famiglia. Lavora come falegname ed in più di una occasione sarà di aiuto a Luke, nei lavori al locale.

### Lulu
Interpretata da Rini Bell
Deliziosa ragazza, inspiegabilmente innamorata di Kirk. Ancora più inspiegabilmente, Kirk sarà persino sul punto di lasciarla, reputandola "soffocante", salvo poi ripensarci grazie all'intermediazione di Luke.

### Gipsy
Interpretata da Rose Abdoo
Proprietaria di una officina e principale meccanico di Stars Hollow, Gipsy è un personaggio molto ricorrente e presente per tutte e sette le stagioni del telefilm, benché non venga rivelato quasi nulla su di lei.

### Lindsay Lister Forester
Interpretata da Arielle Kebbel
Dapprima fidanzata e poi moglie di Dean, Lindsay sposerà il ragazzo appena finita la scuola. I due si lasceranno quando Lindsay scoprirà di essere stata tradita con Rory.

### Ceaser
Interpretato da Aris Alvarado
Corpulento cuoco di Luke's, Ceaser è il principale dipendente di Luke, che "assume il comando" quando questo è assente per qualche motivo.

## Hep Alien

### Dave Rygalski
Interpretato da Adam Brody
Primo chitarrista degli Hep Alien, Dave lascerà il gruppo (e la serie) per frequentare l'università. Dave sarà anche il primo fidanzato di Lane Kim, con il quale dovranno studiare ogni tipo di inganno e sotterfugio per tenere nascosta la relazione alla signora Kim. Nella realtà l'attore Adam Brody lasciò la serie Una mamma per amica, perché scelto per il ruolo da protagonista in The O.C.. Non a caso viene detto che Dave si è trasferito in un college in California: proprio in California è infatti ambientato The O.C..

### Brian Fuller
Interpretato da John Cabrera
Stralunato bassista degli Hep Alien e migliore amico, coinquilino e futuro testimone di nozze di Zach van Gerbig. Brian è appassionato di videogiochi (come Zach), ed è afflitto dall'asma e da numerose allergie. Durante il matrimonio fra Zach e Lane, viene lasciata intendere una possibile infatuazione fra Brian e Kyon, studentessa coreana che vive a casa di Mrs. Kim.

### Gil
Interpretato da Sebastian Bach
Chitarrista che prende il posto di Dave negli Hep Alien, Gil è un uomo di quasi quaranta anni, sposato e con figli, cosa che crea qualche imbarazzo nel resto della band. Lavora anche come venditore di sandwich, ma continua a sognare di diventare una rockstar, cosa che in passato gli era quasi successa, prima che il suo gruppo si sciogliesse. Si tratta di un riferimento alla vera vita di Sebastian Bach, l'attore che interpreta Gil, che un tempo faceva parte degli Skid Row ma fu licenziato.

### Zach van Gerbig
Zach van Gerbig è un membro della band di Dave Rygalski, gli Alien Heap, insieme al suo migliore amico Brian Fuller, a cui si unisce Lane. Il suo personaggio fa la sua prima apparizione dalla terza stagione, ma acquisisce importanza dalla quarta stagione quando Lane, in seguito ai contrasti con la madre, va a vivere con Zach e Brian. In questa occasione Zach e Lane cominciano a sviluppare un forte sentimento. Quando però Lane si dichiara Zach sorprenderà la ragazza non mostrando alcuna reazione, ed al contrario facendo finta che non sia successo nulla, Eventualmente le cose andranno normalizzandosi nel corso della serie, sebbene il loro rapporto sarà sempre abbastanza particolare, anche per la convivenza della coppia con Brian. Zach scioglierà il gruppo nella sesta stagione per motivi gelosia nei confronti di Lane. Tuttavia sarà egli stesso a riunire i propri compagni pochi episodi dopo. In quell'occasione Zach chiederà anche a Lane di sposarlo. Zach e Lane si sposeranno nella sesta stagione, dapprima con il rito coreano (per assecondare la religione della nonna di Lane) e poi con quello cristiano. In viaggio di nozze i due finalmente consumeranno il matrimonio, con grande delusione di Lane, che aveva mantenuto la propria verginità fino a quel momento. Lane rimarrà incinta, e nell'episodio 17 dell'ultima serie darà alla luce due gemelli Kwan e Steve. Nel revival si mostra una moglie e madre molto impegnata ma che riesce sempre a trovare tempo per dedicarsi alla band.

## Chilton

### Hanlin Charleston
Interpretato da Dakin Matthews (2000 - 2004, 2005, 2007)
Il preside della Chilton. Autoritario e all'apparenza burbero,si trova a dover far collaborare Rory e Paris, le sue migliori studentesse per la buona riuscita del giornale e degli eventi istituzionali della scuola. Fa una breve apparizione nella quinta stagione, quando Rory 'perde' una studentessa della Chilton in visita a Yale che le era stata affidata.

### Louise Grant e Madeline Lynn
Interpretate da Teal Redmann e Shelly Cole (2000 - 2004)
Louise e Madeline erano le migliori amiche di Paris alla Chilton.

### Brad Langford
Interpretato da Adam Wylie (2001 - 2003)
Uno studente della Chilton, terrorizzato da Paris; lascia brevemente la scuola per esibirsi a Broadway, cosa che darà a Paris l'occasione per prenderlo ancora di più in giro.

### Tristin Dugray
Interpretato da Chad Michael Murray (2000-2001)
Compagno di classe di Rory, che era solito prendere in giro chiamandola "Mary" (in riferimento alla Vergine Maria). Paris era innamorata di Tristin, che però aveva una cotta per Rory. Durante una festa Tristin e Rory si scambiarono anche un bacio, scatenando le ire di Paris. Tristin in seguito fu mandato ad una accademia militare dal padre.

### Kyle
Interpretato da Chauncey Leopardi
Compagno di classe e migliore amico di Dean ai tempi delle scuole superiori, Kyle in seguito si arruolerà nell'esercito e partirà per la guerra in Iraq. Qui perderà una mano, ma l'uncino messo al posto dell'arto gli porterà molta fortuna con le ragazze.

### Francine "Francie" Jarvis
Interpretata da Emily Bergl
Leader delle Puffs, una società segreta della Chilton. Inizialmente voleva assolutamente che Rory si unisse alle Puffs, ma in seguito al suo rifiutò tentò di tutto per creare problemi fra lei e Paris.

## Yale

### Doyle McMaster
Interpretato da Danny Strong (2003-2007)
Nevrotico direttore dello Yale Daily News durante il primo anno di università di Rory, Doyle diventerà il fidanzato di Paris fino alla fine della serie, nonostante gli alti e bassi della coppia, dovuti ai caratteri lunatici di entrambi. Nel revival si viene a sapere che è diventato uno sceneggiatore cinematografico di successo e sta affrontando un difficile divorzio con Paris, con cui ha avuto due figli.

### Marty
Interpretato da Wayne Wilcox
Uno dei primi amici di Rory a Yale, innamorato non ricambiato della ragazza ed inizialmente vittima dello scherno di Logan. Rivelerà i suoi sentimenti a Rory nella quinta stagione, e lei gli dirà appunto, che non sono ricambiati. Marty sparirà a lungo dalla serie, per ritornare nella settima stagione, come fidanzato di Lucy, amica di Rory. Marty fingerà di non conoscere Rory davanti a Lucy, ed in seguito rivelerà di provare ancora sentimenti per la ragazza. Quando Lucy verrà a sapere la verità lascerà Marty, e non parlerà con Rory a lungo. Alla fine della serie le due ragazze torneranno ad essere amiche.

### Lucy e Olivia
Interpretate da Krysten Ritter e Michelle Ongkingco 
Conosciute da Rory nell'ultima stagione ad una mostra d'arte, diverranno le sue migliori amiche.

### Colin e Finn
Interpretati da Alan Loayza e Tanc Sade 
I migliori amici di Logan a Yale, e suoi compagni nella Brigata della vita e della morte.

### Asher Fleming
Interpretato da Michael York e doppiato da Gino La Monica
Insegnante di letteratura di Rori e ex compagno universitario di Richard, si fidanza con la molto più giovane Paris durante la quarta stagione. All'inizio della quinta stagione muore per un infarto durante il periodo a Oxford con Paris.

### Janet
Interpretata da Katie Walder 
Compagna di stanza di Rory e Paris al primo anno a Yale. Maniaca dello sport, invade l'appartamento con i suoi attrezzi fino a portare Paris all'esaurimento nervoso.

### Tana Schrick
Interpretata da Olivia Hack 
Compagna di stanza di Rory e Paris al primo anno a Yale. Ragazza solitaria e taciturna, tranne in alcuni momenti dove comincia a parlare e gli altri la devono fermare.

## Altri

### Sherry
Interpretata da Mädchen Amick
Sherry è stata la compagna di Christopher per buona parte della serie, dal quale ha avuto anche una bambina, Georgia. Sherry viene persino presentata a Rory. Senza preavviso però Sherry abbandona marito e figlia e si trasferisce a Parigi per proseguire la propria carriera. In questa circostanza Christopher si riavvicina a Lorelai. Sherry non si vedrà mai più nel corso della serie, ma nell'ultima stagione pretenderà di rivedere la figlia, permettendo a Christopher e Lorelai di fare un viaggio a Parigi.

### Georgia "G.G." Hayden
Interpretata da Nicolette Collier
Spesso chiamata G.G, o Gigi, Georgia è la figlia avuta da Christopher e Sherry, quindi la sorellastra di Rory. Lorelai aiuterà molto Christopher nel crescere la bambina, benché ad un certo punto si dimostrerà incredibilmente viziata e per questo egoista.

### Mitchum Huntzberger
Interpretato da Gregg Henry
Mitchum Huntzberger è il padre di Logan, fidanzato di Rory dalla quinta alla settima stagione. È un grande imprenditore, direttore di piccole e grandi testate giornalistiche. Ha una grande influenza e va spesso in conflitto con il figlio per la sua immaturità. Quando Logan decide di far conoscere Rory ai suoi genitori come la sua fidanzata in una cena a casa di questi, (episodio 5x19, Ti presento i miei) la giovane Gilmore viene criticata prima dal nonno, poi dalla madre del ragazzo facendole capire di non essere all'altezza della famiglia. Tutto questo succede in assenza di Mitchum che, per farsi perdonare, offre un posto da assistente a Rory nel giornale acquistato da poco. Due episodi più tardi (episodio 5x21, Una casa per Luke) Mitchum informa Rory di non aspettarsi nulla dalla vita riguardo al lavoro, poiché ritiene che la ragazza non abbia la stoffa per diventare una giornalista. Questo giudizio farà lasciare l'università a Rory e farà nascere una grande disapprovazione da parte di Lorelai, la quale non parlerà con la figlia per un lungo periodo. Nella puntata 5 della sesta stagione, Rory diventa organizzatrice per un evento dell'associazione delle Figlie della Rivoluzione Americana. In un confronto tra Mitchum e Richard, quest'ultimo viene a sapere che Lorelai aveva ragione riguardo al rifiuto di Rory da parte degli Huntzberger. Lui ed Emily scoprono che vogliono ostacolare la relazione fra Rory e loro figlio e che la decisione di Rory di non andare più a Yale è stata causata dalle parole di Mitchum. Nonostante queste difficoltà, nell'episodio 7x15 Tutta colpa dei buchi neri durante una cena per il compleanno di Logan, Mitchum sembra di aver accettato Rory complimentandosi con lei per aver cambiato il figlio facendolo responsabilizzare.

### Shira Huntzberger
Interpretata da Leann Hunley
Madre di Logan, e moglie di Mitchum, Shira è una donna repressa che vive nel lusso, e sfoga le proprie frustrazioni fumando di nascosto.

### Honor Huntzberger
Interpretata da Devon Sorvari
È la sorella di Logan, l'unico membro della famiglia con cui il ragazzo sembra andare d'accordo e l'unica, che accetta la relazione tra Rory e il fratello.

### Anna Nardini
Interpretata da Sherilyn Fenn
Da giovane era la fidanzata di Luke, e dalla loro relazione nacque April. Tuttavia Luke ne fu tenuto all'oscuro per diversi anni, fino al momento in cui non sarà la stessa April a rivelarsi. Inizialmente Anna farà in modo che padre e figlia riallaccino i rapporti. Nella settima stagione però per poter continuare a vedere la figlia, Luke sarà costretto a chiedere l'aiuto di un avvocato per ottenere l'affidamento congiunto di April.

### Nicole Leahy
Interpretata da Tricia O'Kelley
Legale di Taylor, Nicole sarà per un breve periodo la fidanzata di Luke. I due arriveranno persino a sposarsi durante una crociera, per poi annullare subito dopo il matrimonio, e da lì a poco terminare la loro relazione.